# 坦克炮

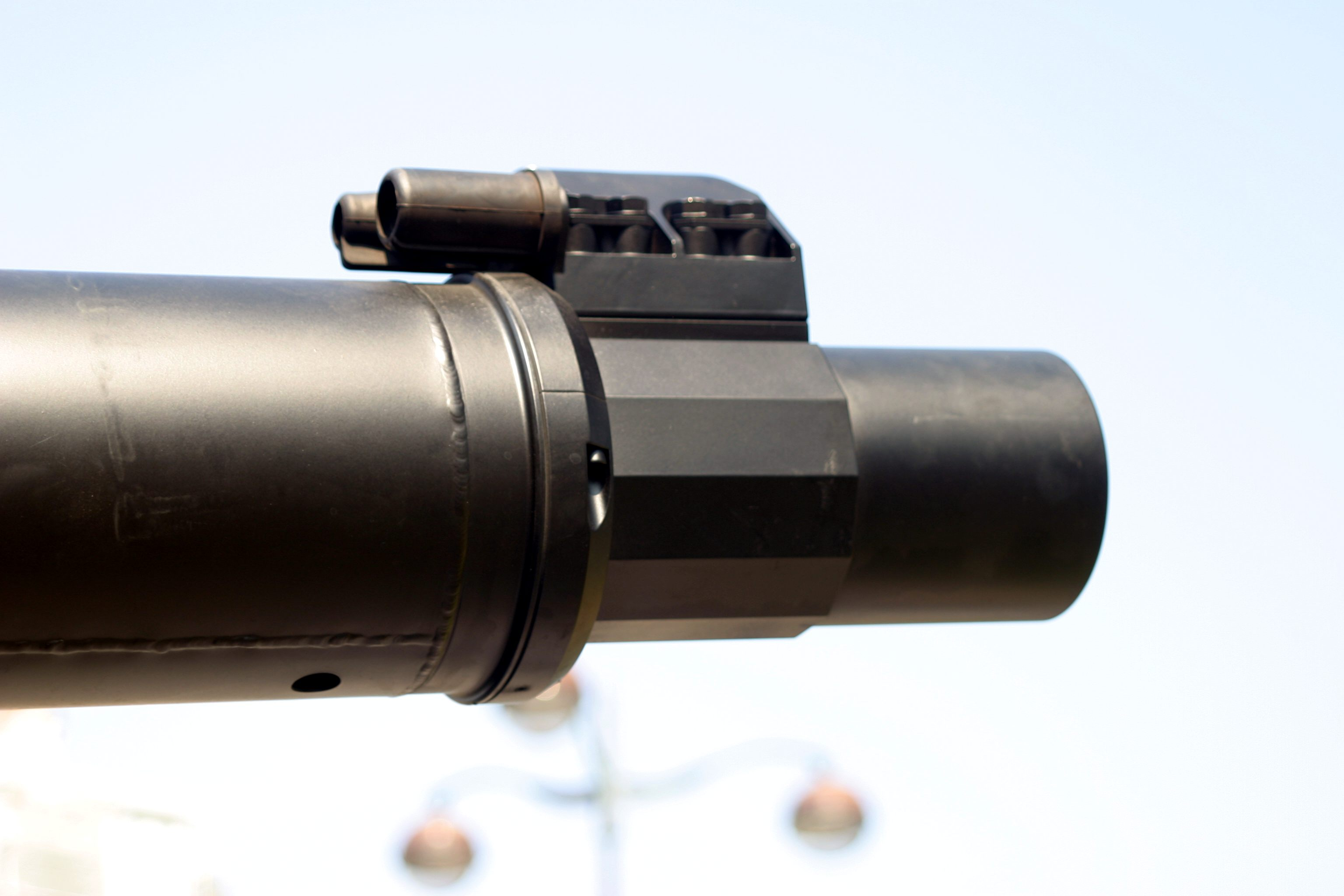
勒克萊爾主戰坦克使用的120毫米戰車炮特寫

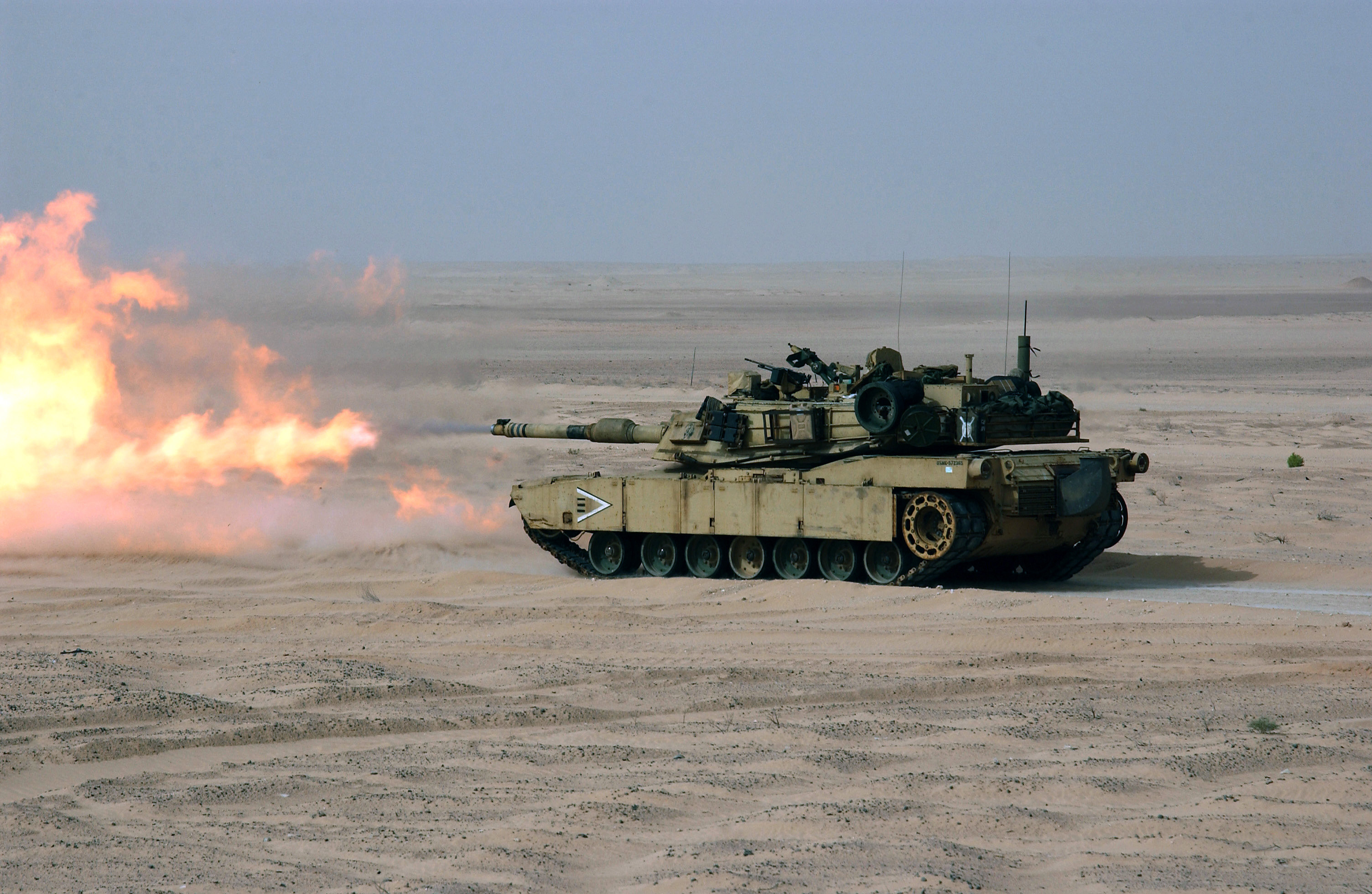
美國M1A1戰車使用的120毫米戰車炮射擊特寫

坦克炮（英語：Tank gun，又稱战车炮）是指安装在坦克上的火炮，是坦克的最主要的火力來源。坦克炮与高射炮同屬加農炮，因此兩者的弹道亦類似，追求高初速以及彈道平直以求迅速打擊目標。戰車炮主要使用穿甲弹、高爆弹攻击对方的坦克、装甲车辆和为步兵提供火力支援。
除了高炮口初速與準確性之外，戰車炮還需要能夠在狹小空間（炮塔）內安裝與操作，而為了戰鬥中避免冒險打開車員出入的艙蓋排煙，所以在大部分現代坦克主炮中有一節加粗的部分，便是安裝了專用排煙器，以保障發射後的火藥煙氣不會倒流回車體內。大多數的戰車炮使用彈頭與發射藥一體成型的設計，以便利彈藥裝填與維持發射速率。
坦克炮主要分为滑膛式和线膛式两类。在坦克上多装在可以360度回转的装甲炮塔内以获得最大的攻擊效能，並配備裝甲防护，与观瞄火控设备、自动装弹机和炮塔回转机构组成坦克的武器系统。

## 發展歷史

### 初期
世界上第一门坦克炮是英国装配在1916年生产的I型坦克的“雄性”型号上的兩門57毫米炮。这一时期的坦克是用于支援步兵行动，突破堑壕防御并摧毁机枪阵地的。它们的主要武器包括重机枪和发射高爆弹的小口径火炮，后者通常是直接安装到战车上的野战炮或海军用炮。1916年的英国Mark I 坦克使用了海军的57毫米哈奇开斯QF 6磅炮，每辆坦克装备了两门炮，安装在车体两侧的炮塔里。这些火炮炮管过长，经常撞上障碍物或不平的地面，导致1917年的新式 Mark VII 坦克不得不换上炮管削短的 6 磅炮。这种特殊的火炮可以视为最早的坦克炮。德国的第一辆坦克A7V使用从俄国掳获的比利时制 57mm 诺典飞尔德要塞炮。每辆坦克装备一门炮，安装在正前方。法国的施耐德CA1坦克在车左侧安装一门75mm短管迫击炮，而圣查蒙德坦克则在车头安装一门75mm野战炮。一战时期的坦克受引擎功率所限，无法装备厚重的装甲，因此上述的火炮都足以对付其他坦克。话虽如此，一战里的德国仅仅部署了少数坦克，所以协约国的坦克得以专注于反步兵和火力支援工作。
用坦克支援步兵的思维流行到第二次世界大戰之初。当时大多数的坦克仍然装备野战炮改装而成的坦克炮，用来打击带轻装甲或不带装甲的目标。同时，某些专门用来支援步兵的重型坦克则装备了射程短的大口径重炮。这些发射高爆弹的火炮是用来对付工事和要塞的，但是在短距离内也能有效打击敌方坦克。B1重型坦克，丘吉尔和M3 李将军等等坦克甚至同时装备两门炮——在车体上安装重炮，并在炮塔里分别安装另一門小口径火炮。
然而，有一些将领构思了新的装甲战模式，并意识到由己方坦克消灭敌方坦克的重要性。因此，新式的反坦克炮在改装之后也安装到了坦克上面。这些火炮口径更小，但初速高，射击精准度高，更有利于击穿装甲。1930年代末期的英国巡航坦克多数装备了这种轻型火炮，例如QF 2磅炮。虽然这类坦克炮无法发射高爆弹，不能有效打击敌方步兵和工事，但足以对付同一时期的坦克。
第二次世界大戰時期武器和军事科技飞速进步。各交战国吸收实战教训后，采用了更具杀伤力的新式武器。坦克炮的口径日益增大，从战前的40mm左右，经过50mm，75mm，88mm，一步步增加到 90mm 和 122mm。1939年的德国坦克多数装备 20mm 或 37mm 的短管火炮，但到了1945年，身管长而初速大的 75mm 或 88mm 坦克炮逐渐成为标准。苏联人更是在列装的IS-3重型坦克家族上安装了122mm坦克炮，與之相對的是納粹德國列裝的獵虎式驅逐戰車使用的128mm坦克砲。除了火炮口径加大外，新的炮弹应用更高硬度的材料，并在外形上结合了空气动力学考量，实现了更高的穿透力。虽然更先进的坦克炮和炮弹提高了射程和准确度，但是这些武器的载具——坦克自身的重量和体积也不得不逐渐增加。
虽然初速大的坦克炮能克制其他坦克，但是大多数英国坦克都装备能发射高爆弹的75mm双用炮；到了战争后期才启用装备了反坦克效果更佳的17磅76mm炮的坦克。
战争期间，很多参战国都设计了驱逐战车。这种战车专职对付坦克，并在坦克底盘上安装更强大的火炮。它们主要落入三大范畴：将老旧或掳获的坦克临时改装而成的战车（例如将仅装备机枪的一号坦克改装成一号驱逐战车）：这类战车的设计过程充满偶然性，武器的防护程度弱而且射击角度也很受限制；在开放式炮塔里安装一门大威力反坦克炮的轻装甲战车：这类战车起源自美军将驱逐战车想成专门打坦克的机动预备队，将普通坦克用在支援步兵上的战略思想；在底盘上直接安装火炮使战车外形像低矮的炮台。这种设计有利隐蔽，也有利于安装厚重而倾斜度高的炮盾（例如SU-100）。然而，驱逐战车的火力优势只是相对的。SU-85是使用T-34坦克底盘的炮台式驱逐战车，一旦 T-34 的主炮升级到同样的85mm之后（T-34-85)，它的火力优势便消失无踪。

### 冷戰
到了二战末期，坦克设计变得单一化，催生出主战坦克的概念。战后坦克的主炮口径的增长放缓了；两代坦克之间的主炮口径仅有些许增加。在西方世界里，高度普及的105毫米L7主炮取代了一些90毫米口径的主炮。这种坦克炮风行了一段时间，直到70-80年代之交才被 120毫米主炮接替。而英国则是早在1960年代后期就引入酋长坦克，率先转型。在东方世界里，100毫米的D-10戰車砲和115毫米的U-5TS坦克炮迅速取代了85毫米主炮，后来则统一到以125毫米为主炮口径。技术进步大都体现在弹药和火控系统上。
1944年面世的脫殼穿甲彈取代了普通穿甲弹和实心弹，而其自身则被钨芯或贫铀弹芯的尾翼穩定脫殼穿甲彈所取代。使用化学能的穿甲弹也在同时进行，并催生出碎甲弹和高爆破甲弹等穿甲能力不受初速和射程所限的弹药。
合像测距仪取代了密位测距仪，而光学测距手段则被激光测距仪彻底取代。火控电脑，风速计，以及能够补偿炮管变形，缺陷，升温等因素的炮口参照系统大大提升了现代坦克炮的精准度。红外，夜视和热成像系统使坦克在夜间，恶劣环境，和烟尘中也能正常战斗。
坦克炮本身在技术上的进步有限。历史上大多数坦克炮都是线膛炮，但多数现代坦克装备的都是滑膛炮。膛线使炮弹作纵轴旋转有利弹道稳定和精准度，但发射新式尾翼稳定脱壳穿甲弹却必须要滑膛炮。这类动能弹，包括更早期的穿甲弹和实心弹，通常是最好的反坦克武器，但它们的穿透力和精准度却会随射程降低。高爆破甲弹能有效对坦克作远程打击，但其精准度也是有限的。如果射程拉得极远，则炮射导弹可能更加准确。
自动装弹机仅受某些国家青睐。采用自动装弹机能降低坦克的总体积，也有潜力作为保护成员的手段，将火炮弹药和成员隔开。装备了自动装弹机的T-14阿玛塔主战坦克甚至实现了无人炮塔。然而，自动装弹机的可靠性和维护难度依然是未被攻克的技术问题。
冷戰後期至現代的坦克炮多以滑膛式为主。西方国家第三代主战坦克上主要裝備120毫米滑膛炮。其中以德国莱茵金属公司的Rh120系列最為著名，裝備於豹二主戰坦克。美國陸軍引進該系列成為M256型，裝備在M1主力戰車之上，此炮與Rh120的炮彈和零件多有相通之處。日本、南韓、土耳其都引進了Rh120的生產線。法國、以色列、瑞士、中國等國家都有發展自身120毫米滑膛戰車炮或反戰車炮（89式反戰車自走炮）系列。然而，英國在西方國家的主力戰車大規模裝備120滑膛炮時，獨自發展120毫米線膛戰車炮，L11型（裝備於酋長式和挑戰者1式）和L30型（裝備於挑戰者2式），以維持自身陸軍裝甲兵的炮彈多樣性。另外，蘇聯為自身坦克研製的2A46型125毫米滑膛式戰車炮，搭配自動裝彈機，並可發射砲射反坦克飛彈，裝備於T-64（後期型號）、T-72、T-80、T-90等型號。中國解放軍亦仿制了蘇聯的125毫米炮，命名為ZPT-98坦克炮，並裝備在96式和99式坦克之上。

## 未來發展
冷戰後期以至後冷戰時期，各國開始發展更大口徑的戰車炮。其中美國、德國、英國及中國等都傳出有關140毫米戰車炮的相關研究和試驗的消息。美國曾在M1底盤上加裝低輪廓炮塔和自動裝彈機，配合140毫米試驗型主炮進行測試。蘇聯及至俄羅斯甚至有計劃研發152毫米的戰車炮。但是，此兩型戰車炮現時仍在理論或試驗階段，短期內不會進入現役。經過2008年金融海嘯以及2010年代前期的歐洲債務危機等衝擊，大部分國家凍結或刪減軍費開支。因而緩減更新主戰坦克的速度，現役的坦克炮口徑將不會有太大改變。